# Hejla arena
Hejla Arena, tidigare och i folkmun Ljungheden, är Västervik Speedways hemmabana. Den är belägen intill Stora Infarten i nordvästra delen av Västervik, nära villaområdet Jenny. Stora speedwayovalen invigdes 1952 och knattebanan 1979. Nuvarande banrekordet satts av Nicki Pedersen år 2018 (55,1).